# ايزكويل سيريجيليانو
ايزكويل سيريجيليانو (بالإسبانية: Ezequiel Cirigliano) (24 يناير 1992 كاسيروس الأرجنتين - ) هو لاعب كرة قدم أرجنتيني، يلعب كلاعب وسط.

## روابط خارجية
- ايزكويل سيريجيليانو على موقع الاتحاد الدولي (مؤرشف)  (الإنجليزية)
- ايزكويل سيريجيليانو على موقع الدوري الأمريكي (الإنجليزية)
- ايزكويل سيريجيليانو على موقع قاعدة بيانات كرة القدم.إي يو (الإنجليزية)
- ايزكويل سيريجيليانو على موقع Soccerbase.com (لاعب) (الإنجليزية)
- ايزكويل سيريجيليانو على موقع Soccerway.com (الإنجليزية)
- ايزكويل سيريجيليانو على موقع عالم كرة القدم.نت (الإنجليزية)
- ايزكويل سيريجيليانو على موقع AS.com (الإسبانية)